# فيضانات باكستان 2022
منذ يونيو 2022، تسببت الفيضانات الناجمة عن الأمطار الموسمية وذوبان الأنهار الجليدية في باكستان في مقتل ما لا يقل عن 1128 شخصًا، من بينهم 340 طفلاً وستة ضباط عسكريين في حادث تحطم طائرة هليكوبتر، وإصابة أكثر من 1700 آخرين. ويُعد ذلك أخطر فيضان في العالم منذ عام 2017. أعلنت باكستان حالة الطوارئ في 25 أغسطس بسبب الفيضانات.

## خلفية
شهدت باكستان هطول أمطار أعلى من المعتاد في عام 2022. حيث استقبل إقليم السند أمطارًا أعلى من المعتاد بنسبة 784٪، وتلقى إقليم بلوشستان أمطارًا أكثر من المعتاد بنسبة 500٪. كما سُجلت أمطار موسمية أعلى من المتوسط في الهند وبنغلاديش. يعد المحيط الهندي أحد أسرع مناطق الاحترار في العالم، حيث ترتفع درجة حرارته بمعدل 1 درجة مئوية (على عكس متوسط الاحتباس الحراري البالغ 0.7 درجة مئوية). ويعتقد أن ارتفاع درجات حرارة سطح البحر يؤدي إلى زيادة هطول الأمطار الموسمية. بالإضافة إلى ذلك، عانى جنوب باكستان من موجات حرارة متتالية في مايو ويونيو، والتي سجلت أرقامًا قياسية وزاد احتمال حدوثها بسبب تغير المناخ. أدى ذلك إلى انخفاض حراري قوي أدى إلى هطول أمطار غزيرة كالمعتاد. تسببت موجات الحر أيضًا في حدوث فيضانات جليدية في جيلجيت بالتستان.

## التأثير
لقي مئات الأشخاص مصرعهم أو جرحوا جراء الفيضانات. ونزح أكثر من 33 مليون شخص، أي حوالي 12٪ من سكان البلاد بسبب الفيضانات. وتعد هذه أكثر الفيضانات دموية في باكستان منذ عام 2010، عندما لقي ما يقرب من 2000 شخصًا حتفهم في الفيضانات.

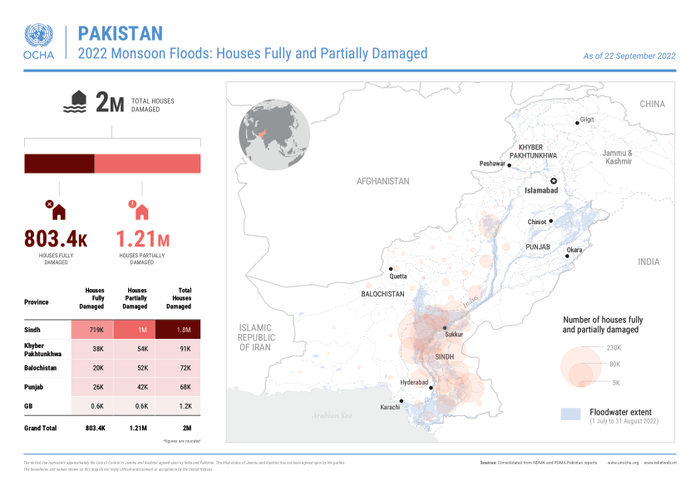
منازل متضررة

أثرت الأمطار الموسمية الغزيرة والفيضانات على 30 مليون شخص في باكستان منذ منتصف يونيو، ودمرت ما يقرب من 218 ألف منزل وألحقت أضرارًا بنحو مليوني شخص آخر. وكانت مقاطعتي السند وبلوشستان هما المقاطعتان الأكثر تضررا من حيث التأثير البشري والبنية التحتية. حيث قُتلت ملايين الماشية، معظمها في مقاطعة بلوشستان، بينما أدى تدمير أكثر من 3600 كيلومتر من الطرق و145 جسرًا إلى إعاقة الوصول عبر المناطق المتضررة من الفيضانات. كما تضررت أو دمرت أكثر من 17،560 مدرسة. بناءً على طلب هيئة إدارة الكوارث في مقاطعة بلوشستان (PDMA)، جرى تقييم سريع متعدد القطاعات للاحتياجات في 10 مقاطعات في بلوشستان لتحديد الاحتياجات ذات الأولوية في القطاعات المختلفة.

### بلوشستان
أسفرت الفيضانات في بلوشستان عن مقتل 273 شخصًا. في العديد من المناطق، تسربت مياه الأمطار إلى العديد من المنازل وجعلتها غير صالحة للسكن. ونزح العديد من العائلات. وتضرر 426897 منزلًا أو دمر بالكامل، وفُقد 304000 فدان من المحاصيل. كما قُتل أكثر من مليون رأس من الماشية.
وفقًا لمفوض الإغاثة لإدارة الكوارث الإقليمية، أُعلنت كويتا عاصمة بلوشستان منطقة منكوبة بسبب الأمطار، وجرى إعلان حالة الطوارئ في المقاطعة.

### السند
لقي ما لا يقل عن 351 شخصًا مصرعهم وأصيب 701 آخرون بسبب الفيضانات في السند. وكان من بين القتلى ثلاثة أطفال ماتوا عندما انهار سقف منزلهم في كاندكوت. كما شُرد 10 ملايين شخص في السند وتعرض 57496 منزلًا لأضرار بالغة أو دمرت بالكامل، معظمها في مقاطعة حيدر أباد، وقتل 830 رأسًا من الماشية. وجرفت الفيضانات 1.54 مليون فدان من الأراضي الزراعية.
تأثرت منطقتا لاركانا وسكور بشدة بالأمطار الغزيرة.

### جيلجيت بالتستان
لقي ما لا يقل عن 19 شخصًا مصرعهم منذ يوليو وفقد أربعة وأثرت الفيضانات بشدة على طريق كاراكورام السريع. جرى إغلاق الطرق أمام حركة المرور في عدة أماكن بسبب الانهيارات الأرضية. وكانت مناطق غيزار ونجار وديامير وغانشي وأستور الأكثر تضررا. حيث دُمر 420 منزلا وتضرر 740 منزلا بسبب الفيضانات والانهيارات الأرضية. وفي الوقت نفسه، عانى الطريق السريع الاستراتيجي S-1 أيضًا من التآكل بسبب ارتفاع تدفق المياه في نهر السند. وقُطع طريق وادي إشكومان في جوتكاش بسبب الفيضانات في نهر إشكومان. كما غمرت المياه جسر في خوربات في منطقة غنشي. وجرفت الفيضانات طرق الوادي وجسرين في منطقة ناجار. كما وردت تقارير عن وقوع أضرار في خنار وبونار في منطقة ديامير. وحتى 26 أغسطس، دمرت الفيضانات معظم أجزاء القرى في غيزر من بينها وادي بوبر وجاكوتش وجولموتي. وطُلب من السكان إخلاء المناطق المتضررة من الفيضانات. حيث ترتفع مستويات الأنهار إلى ارتفاع شديد الخطورة.

### البنجاب
في البنجاب، لقي ما مجموعه 203 شخصًا مصرعهم وأصيب 233 آخرون بجروح في الفيضانات الأخيرة. في تونسا شريف، غمرت مياه الفيضانات العديد من المستوطنات. وفي مدينة مانجادوتا التاريخية، غربي تونسا شريف، جرفت مياه الفيضانات مئات المنازل والمواشي. كما أُتلف 178000 فدان من الأراضي الزراعية. بدأ سكان المجتمعات المتاخمة للأنهار التي غمرتها الفيضانات في الهجرة. حيث انتقلت معظم العائلات إلى أماكن أكثر أمانًا تتوافر بها الإمدادات الأساسية سيرًا على الأقدام والجمال حيث جرفت الطرق والجسور.

### خيبر بختونخوا
لقي ما لا يقل عن 235 شخصًا مصرعهم منذ يوليو وأصيب 450 آخرون بسبب الفيضانات. وكان من بينهم خمسة أطفال في منطقة دير العليا، كانوا عائدين إلى منازلهم من المدرسة، ولكن جرفتهم مياه الفيضانات. وتضرر 326897 منزلًا بسبب الفيضانات والانهيارات الأرضية، ونفق 7742 رأسًا من الماشية بسبب انهيار الحظائر. في منطقة سوات، انهار فندق جرى بناؤه حديثًا بسبب الفيضانات الشديدة. وكان الجزء الجنوبي الغربي من الإقليم قد تضرر من قبل بزلزال ضرب أفغانستان المجاورة قبل شهرين.

### كشمير
لقي ما لا يقل عن 47 شخصًا مصرعهم جراء الفيضانات في آزاد كشمير.

## ردود الفعل
- الأمم المتحدة: رصدت الأمم المتحدة مبلغ 3 ملايين دولار أمريكي من الصندوق المركزي لمواجهة الطوارئ (CERF) لمساعدة المناطق المتضررة.[40]

- الولايات المتحدة: أعلن وزير الخارجية الأمريكي أنتوني بلينكن في 15 أغسطس عن مساعدة تبلغ مليون دولار أمريكي لباكستنا لمواجهة أضرار الفيضانات.[41][42]

- الصين: أعرب المتحدث باسم وزارة الخارجية الصينية عن تعازية لضحايا الفيضانات. وتخصيص مساعدات إنسانية تضم 25,000 خيمة و50,000 بطانية ووغيرها من المساعدات الضرورية لإغاثة المتضررين.[43][44]

- المملكة المتحدة: أعلنت حكومة المملكة المتحدة في 27 أغسطس عن تخصيص دعم قدره £1.5 مليون جنية إسترليني للمتضررين.[45][46]

التقى رئيس الوزراء الباكستاني شهباز شريف، الذي قرر قيادة عملية الإغاثة في أعقاب الفيضانات الهائلة، بشركاء دوليين في 25 أغسطس تعهدوا بتقديم 500 مليون دولار للبلاد للتخفيف من الدمار الذي سببته الفيضانات.

## حادثة مروحية تابعة للجيش
فُقدت مروحية تابعة للجيش الباكستاني، كانت تقوم بعمليات الإغاثة من الفيضانات في منطقة لاسبيلا في بلوشستان، حيث فُقد الاتصال بمراقبة الحركة الجوية. وتوفي في الحادث العسكريون الستة الذين كانوا على متنها، بمن فيهم قائد الفيلق الثاني عشر الفريق سارفراز علي. وعزت التقارير الواردة من السلطات الباكستانية حول تحقيقاتها المبكرة الحادث إلى سوء الأحوال الجوية،